# Calvertagrion
Calvertagrion is een geslacht van libellen (Odonata) uit de familie van de waterjuffers (Coenagrionidae).

## Soorten
Calvertagrion omvat 1 soort:
- Calvertagrion minutissimum (Selys, 1876)